# فرودگاه مرسر (ویرجینیا)
فرودگاه مرسر (ویرجینیا) (به انگلیسی: Mercer County Airport (West Virginia)) یک فرودگاه همگانی بهره‌برداری هوایی با کد یاتا BLF است که یک باند فرود آسفالت دارد و طول باند آن ۱۴۴۵ متر است. این فرودگاه در کشور ایالات متحده آمریکا قرار دارد و در ارتفاع ۸۷۱ متری از سطح دریا واقع شده‌است.